# Alzamiento de las Villas
El Alzamiento de las Villas fue un hecho ocurrido el 6 de febrero de 1869, en la antigua provincia de las Villas, Cuba, que marca el comienzo de la gesta libertadora en la región central de Cuba. 

## Antecedentes
Producto del comienzo de las hostilidades el 10 de octubre en La Demajagua y posteriormente en las Clavellinas, el 4 de noviembre de 1868 se hacía imprescindible el levantamiento de la región central del país.

## Los hechos
Se produjo una concentración en el cafetal de Pepe González, cerca de Manicaragua algunos millares de cubanos en rebeldía contra España. Entre sus jefes se encontraban Miguel Jerónimo Gutiérrez, Antonio Lorda Ortegosa, Carlos Roloff, Tranquilino Valdés, Eduardo Machado Gómez, entre otros. Aquí se enarboló la bandera de Narciso López, hecha por Inés Morillo Sánchez. 

## Importancia histórica
Este hecho fue de gran importancia para los independentistas cubanos ya que con el alzamiento de los patriotas villareños se levantaba un obstáculo para cualquier tipo de ayuda que Occidente mandara para las tropas españolas que se batían en el Oriente y en el Camagüey, además de que de esta forma la guerra se iría extendiendo y acercando cada vez más al Occidente,dónde se concentraba la mayor riqueza económica de la isla y la capital del país.
- Datos: Q5671385